# Sonya Eddy
Sonya Eddy (17. června 1967 Concord – 19. prosince 2022) byla americká herečka.

## Počátky
Narodila se v americkém Concordu a byla také licencovanou zdravotní sestrou, čehož hojně využila v nejednom ze seriálů, do kterých byla jako herečka obsazena.

## Kariéra
Před kamerou se poprvé objevila v roce 1995, konkrétně v seriálu The Drew Carey Show. Poté byla obsazována spíše do menších filmových i seriálových rolí. První větší roli dostala až v roce 2007, konkrétně v seriálu General Hospital, kde se objevila ve 372 epizodách.
Spatřit jsme jí mohli také v seriálech jako Dr. House, Pohotovost nebo Show Jerryho Seinfelda. Zahrála si i v několika celovečerních snímcích, jako Sedm životů s Willem Smithem, Švindlíři s Nicolasem Cagem a Samem Rockwellem či Bláznivá školka s Eddie Murphym a Anjelicou Huston.

## Filmografie

### Filmy
- 1996 – Bláznivá škola
- 1997 – Blast, Motel Blue
- 1998 – Sorcerers, Hrozny hněvu, The Godson, Doktor Flastr
- 1999 – Dožeň, co se dá!, Inspektor Gadget
- 2000 – Zamilovaný profesor 2
- 2001 – Podivuhodná srdce
- 2002 – Supersvůdníci 2, Holičství, The Third Society, The Fine Line Between Cute and Creepy
- 2003 – A Single Rose, Můj dům – její dům, Bláznivá školka
- 2004 – Y.M.I., Promised Land, Přežít Vánoce
- 2005 – Poslední sázka, Coach Carter, Vzdálený domov, Špatné zprávy pro medvědy
- 2006 – Gang v útoku
- 2007 – Život je pes, Lost in Plainview
- 2008 – Player 5150, Disfigured, Sedm životů
- 2009 – The Perfect Game
- 2010 – Trim

### Televizní filmy
- 2000 – Ten Grand, Dish Dogs
- 2001 – The Jennie Project
- 2003 – Leprechaun: Back 2 tha Hood
- 2005 – Čítárna

### Seriály
- 1995 – The Drew Carey Show, Ženatý se závazky
- 1996 – Martin
- 1997 – Ženatý se závazky, Beverly Hills 90210, Saved by the Bell: The New Class, Murphy Brown, Family Matters, Show Jerryho Seinfelda, Arli$$
- 1998 – Tracey Takes On..., Takoví normální mimozemšťané, Seinfeld, Možná už zítra, Martial Law, To Have & To Hold, USA High
- 1999 – Kutil Tim, Malibu, CA, Arli$$, Providence, Popular
- 2000 – Strip Mall, Gilmorova děvčata
- 2001 – Báječní Stevensovi, Lizzie McGuire, Neviditelný, Diagnóza: Vražda, Primetime Glick, Resurrection Blvd., Spyder Games, Utrpení ženatého muže, Pohotovost
- 2002 – Felicity, Deník zasloužilé matky, Still Standing
- 2003 – Můj přítel Monk, MADtv
- 2004 – Phil of the Future, Dr. House
- 2004–2005 – Joan z Arkádie
- 2005 – Less Than Perfect, Inconceivable
- 2006 – Malcolm v nesnázích, Pohotovost, Za rozbřesku
- 2006–2011 – General Hospital
- 2007 – In Case of Emergency, Everybody Hates Chris, Kriminálka Las Vegas
- 2007–2008 – General Hospital: The Night Shift
- 2008 – Zoufalé manželky
- 2009 – Burning Hollywood
- 2010 – Hodně štěstí, Charlie